# Golden Disc Awards
Giải thưởng đĩa vàng Golden Disc Awards (tiếng Hàn: 골든 디스크 어워드) hay thường được gọi ngắn gọn là GDA, là một giải thưởng thành lập từ năm 1986 được trao hàng năm bởi Hiệp hội công nghiệp âm nhạc Hàn Quốc cho những thành tựu nổi bật trong ngành công nghiệp âm nhạc nước nhà. Nó còn được mệnh danh là Grammy của Hàn Quốc.

## Biểu tượng
Biểu tượng của GDA là Bức tượng người phụ nữ thổi sáo (tiếng Hàn Quốc: 생황 부는 여인상) được thiết kế bởi giáo sư Kim Soo-Hyun (tiếng Hàn: 김수현).

## Các giải được trao từ trước tới nay
Hiện nay GDA trao 7 giải thưởng không giới hạn về thể loại, và 3 giải được trao cho Hip hop, Rock, Trot.
- Disk Daesang Award là giải thưởng được trao cho nghệ sĩ có album bán được nhiều nhất trong năm cho "album của năm" (Chỉ tính doanh số bán được trong nước). Doanh số album được tính dựa trên bảng xếp hạng Hanteo Chart
- Digital Daesang Award là giải thưởng được trao cho nghệ sĩ có bài hát xuất sắc nhất cho "Album nhạc số của năm" (Tính theo tổng số lượt download, nhạc nền cyworld, nghe online/streaming... từ những website của Hàn Quốc là Melon, Naver, Bugs, Dosirak, Soribada với tỉ lệ điểm của những trang web này là khác nhau)
- Disk Bonsang Award được trao cho những nghệ sĩ nằm trong top 5 album bán chạy nhất năm.
- Digital Bonsang Award được trao cho những nghệ sĩ nằm trong top 5 nghệ sĩ có single xuất sắc nhất xét trên điểm nhạc số.
- Best Producer Award được trao cho nhà sản xuất âm nhạc xuất sắc nhất của năm.
- Hip hop/Rap Award được trao cho nghệ sĩ Hip hop/Rap xuất sắc nhất của năm.
- Rock Record Award được trao cho nghệ sĩ Rock xuất sắc nhất của năm.
- Pop Record Award được trao cho nghệ sĩ Pop xuất sắc nhất của năm
- Trot Record Award được trao cho nghệ sĩ Trot xuất sắc nhất của năm.
- Popularity Awards được trao cho những nghệ sĩ được yêu mến nhất trong năm

(giải thưởng này được bầu chọn thông qua số vote của fan)
- Rookie Awards được trao cho những nghệ sĩ mới của năm. Gồm nhóm nhạc nam mới xuất sắc, nhóm nhạc nữ mới xuất sắc.
- Special Award là giải thưởng được trao cho nghệ sĩ hoặc đội ngũ sản xuất giành được nhiều quan tâm nhất hoặc đạt được những thành tích tiêu biểu trong những lĩnh vực khác thuộc ngành công nghiệp âm nhạc Hàn Quốc.
- Music Video của năm là giải thưởng được trao cho MV nổi bật nhất trong năm.

## Những lễ trao giải gần đây
| Lần | Năm  | Ngày trao giải      | Địa điểm                                | Thành phố    | Chú thích |
| --- | ---- | ------------------- | --------------------------------------- | ------------ | --------- |
| 13  | 1998 | 5 tháng 12, 1998    | National Theater of Korea               | Seoul        |           |
| 14  | 1999 | 16 tháng 12, 1999   | Sejong Center                           | Seoul        |           |
| 15  | 2000 | 1 tháng 12, 2000    | Sejong Center                           | Seoul        |           |
| 16  | 2001 | 14 tháng 12, 2001   | Sejong Center                           | Seoul        |           |
| 17  | 2002 | 13 tháng 12, 2002   | Sejong Center                           | Seoul        |           |
| 18  | 2003 | 5 tháng 12, 2003    | Kyung Hee University Grand Peace Palace | Seoul        |           |
| 19  | 2004 | 2 tháng 12, 2004    | Sejong Center                           | Seoul        |           |
| 20  | 2005 | 7 tháng 12, 2005    | Sejong Center                           | Seoul        |           |
| 21  | 2006 | 14 tháng 12, 2006   | Olympic Park                            | Seoul        |           |
| 22  | 2007 | 14 tháng 12, 2007   | Olympic Park                            | Seoul        |           |
| 23  | 2008 | 10 tháng 12, 2008   | Olympic Park                            | Seoul        |           |
| 24  | 2009 | 10 tháng 12, 2009   | Olympic Park                            | Seoul        | [ 3 ]     |
| 25  | 2010 | 9 tháng 12, 2010    | Korea University Hwajung Gymnasium      | Seoul        |           |
| 26  | 2011 | 11–12 tháng 1, 2012 | Osaka Dome                              | Osaka        |           |
| 27  | 2012 | 15–16 tháng 1, 2013 | Sepang International Circuit            | Kuala Lumpur |           |
| 28  | 2013 | 16 tháng 1, 2014    | Kyung Hee University Grand Peace Palace | Seoul        |           |
| 29  | 2014 | 14–15 tháng 1, 2015 | Trung tâm MasterCard                    | Bắc Kinh     |           |
| 30  | 2015 | 20–21 tháng 1, 2016 | Kyung Hee University Grand Peace Palace | Seoul        |           |
| 31  | 2016 | 13–14 tháng 1, 2017 | KINTEX                                  | Goyang       |           |
| 32  | 2017 | 10–11 tháng 1, 2018 | KINTEX                                  | Goyang       |           |
| 33  | 2018 | 5–6 tháng 1, 2019   | Gocheok Sky Dome                        | Seoul        |           |
| 34  | 2019 | 4–5 tháng 1, 2020   | Gocheok Sky Dome                        | Seoul        |           |
| 35  | 2020 | 9–10 tháng 1, 2021  | KINTEX                                  | Goyang       |           |
| 36  | 2021 | 8 tháng 1, 2022     | Gocheok Sky Dome                        | Seoul        |           |
| 37  | 2022 | 7 tháng 1, 2023     | Rajamangala Stadium                     | Bangkok      |           |
| 38  | 2023 | 6 tháng 1, 2023     | Jakarta International Stadium           | Jakarta      |           |

## Danh sách nghệ sĩ giành giải Daesang

### Album of the Year (Album Daesang)
| Lần | Năm  | Người chiến thắng | Album                    |
| --- | ---- | ----------------- | ------------------------ |
| 1   | 1986 | Cho Yong-pil      | Empty Space              |
| 2   | 1987 | Lee Moon-sae      | When Love Goes Away      |
| 3   | 1988 | Joo Hyun-mi       | Joo Hyun-Mi 2            |
| 4   | 1989 | Byeon Jin-seob    | Byeon Jin-Seob           |
| 5   | 1990 | Byeon Jin-seob    | Byeon Jin-Seob 2         |
| 6   | 1991 | Kim Hyun-sik      | Kim Hyun Sik Vol.6       |
| 7   | 1992 | Shin Seung-hun    | Invisible Love           |
| 8   | 1993 | Shin Seung-hun    | Because I Love You       |
| 9   | 1994 | Kim Gun-mo        | Excuses                  |
| 10  | 1995 | Kim Gun-mo        | Wrongful Meeting         |
| 11  | 1996 | Kim Gun-mo        | Exchange Kg. M4          |
| 12  | 1997 | H.O.T             | Wolf and Sheep           |
| 13  | 1998 | Kim Jong-hwan     | For Love                 |
| 14  | 1999 | Jo Sung-mo        | For Your Soul            |
| 15  | 2000 | Jo Sung-mo        | Let me love              |
| 16  | 2001 | g.o.d             | Chapter 4: Road          |
| 17  | 2002 | Cool              | Truth                    |
| 18  | 2003 | Jo Sung-mo        | A Singer                 |
| 19  | 2004 | Lee Soo-young     | The Colors of My Life    |
| 20  | 2005 | SG Wannabe        | Saldaga                  |
| 21  | 2006 | TVXQ              | "O"-Jung.Ban.Hap.        |
| 22  | 2007 | SG Wannabe        | The Sentimental Chord    |
| 23  | 2008 | TVXQ              | Mirotic                  |
| 24  | 2009 | Super Junior      | Sorry, Sorry             |
| 25  | 2010 | Girls' Generation | Oh!                      |
| 26  | 2011 | Super Junior      | Mr. Simple               |
| 27  | 2012 | Super Junior      | Sexy, Free & Single      |
| 28  | 2013 | EXO               | XOXO                     |
| 29  | 2014 | EXO               | Overdose                 |
| 30  | 2015 | EXO               | Exodus                   |
| 31  | 2016 | EXO               | Ex'Act                   |
| 32  | 2017 | BTS               | Love Yourself: Her       |
| 33  | 2018 | BTS               | Love Yourself: Answer    |
| 34  | 2019 | BTS               | Map of the Soul: Persona |
| 35  | 2020 | BTS               | Map of the Soul: 7       |
| 36  | 2021 | BTS               | Be                       |
| 37  | 2022 | BTS               | Proof                    |
| 38  | 2023 | Seventeen         | FML                      |

### Song of the Year (Digital Daesang)
| Lần | Năm  | Người chiến thắng | Bài hát                          | Album                           |
| --- | ---- | ----------------- | -------------------------------- | ------------------------------- |
| 21  | 2006 | SG Wannabe        | "Partner for Life"               | The 3rd Masterpiece             |
| 22  | 2007 | Ivy               | "Sonata of Temptation"           | A Sweet Moment                  |
| 23  | 2008 | Jewelry           | "One More Time"                  | Kitchi Island                   |
| 24  | 2009 | Girls' Generation | "Gee"                            | Gee                             |
| 25  | 2010 | 2AM               | "Can't Let You Go Even If I Die" | Can't Let You Go Even If I Die" |
| 26  | 2011 | Girls' Generation | "The Boys"                       | The Boys                        |
| 27  | 2012 | PSY               | "Gangnam Style"                  | PSY 6 (Six Rules), Part 1       |
| 28  | 2013 | PSY               | "Gentleman"                      |                                 |
| 29  | 2014 | Taeyang           | "Eyes, Nose, Lips"               | Rise                            |
| 30  | 2015 | Big Bang          | "Loser"                          | MADE                            |
| 31  | 2016 | Twice             | "Cheer Up"                       | Page Two                        |
| 32  | 2017 | IU                | "Through the Night"              | Palette                         |
| 33  | 2018 | iKon              | "Love Scenario"                  | Return                          |
| 34  | 2019 | BTS               | "Boy with Luv"                   | Map of the Soul: Persona        |
| 35  | 2020 | IU                | "Blueming"                       |                                 |
| 36  | 2021 | IU                | "Celebrity"                      | Lilac                           |
| 37  | 2022 | IVE               | "Love Dive"                      |                                 |
| 38  | 2023 | NewJeans          | "Ditto"                          |                                 |

## Danh sách nghệ sĩ giành giải Bonsang

### Album Bonsang
| Năm  | Người chiến thắng | Người chiến thắng | Người chiến thắng                     | Người chiến thắng        | Người chiến thắng  | Người chiến thắng | Người chiến thắng | Người chiến thắng            | Người chiến thắng | Người chiến thắng        | Người chiến thắng | Người chiến thắng |
| ---- | ----------------- | ----------------- | ------------------------------------- | ------------------------ | ------------------ | ----------------- | ----------------- | ---------------------------- | ----------------- | ------------------------ | ----------------- | ----------------- |
| 1986 | Deulgukhwa        | Joo Hyun-mi       | Koo Chang-moo                         | Min Hae-kyung            | Lee Kwang-jo       | Cho Yong-pil      | Kim Soo-hee       | Choi Jin-hee                 | Lee Sun-hee       | Lee Moon-sae             | —                 | —                 |
| 1987 | Kim Wan-sun       | Joo Hyun-mi       | Koo Chang-moo                         | Min Hae-kyung            | Na-mi              | Friends           | Kim Byeong-rok    | Choi Jin-hee                 | Lee Sun-hee       | Lee Moon-sae             | Choi Sang-soo     | —                 |
| 1988 | Kim Jong-chan     | Joo Hyun-mi       | Kim Hyun-sik                          | Min Hae-kyung            | Lee Nam-yi         | Jung Su-ra        | Jeon Young-rok    | Lee Chi-hyun and His Friends | Lee Sun-hee       | Lee Moon-sae             | Choi Sang-soo     | —                 |
| 1989 | Moon Hee-ok       | Joo Hyun-mi       | Cho Deok-bae                          | Min Hae-kyung            | Joo Ha-moon        | Byun Ji-sub       | Tae Jin-ah        | Yang Soo-kyung               | Lee Sun-hee       | Lee Seung-chul           | Hyun Chul         | —                 |
| 1990 | Kim Wan-sun       | Joo Hyun-mi       | Kang In-won, Kwon In-ha, Kim Hyun-sik | Min Hae-kyung            | Na-mi              | Byun Ji-sub       | Tae Jin-ah        | Shin Hae-chul                | Lee Sun-hee       | Kim Min-woo              | Hyun Chul         | —                 |
| 1991 | Kim Wan-sun       | Shin Seung-hun    | Kim Hyun-sik                          | Min Hae-kyung            | Kim Ji-ae          | Lee Sang-woo      | Noh Sa-yeon       | Yang Soo-kyung               | Kim Jong-seo      | Lee Seun-hwan            | Hyun Chul         | —                 |
| 1992 | Kim Wan-sun       | Shin Seung-hun    | 015B                                  | Bom Yeoreum Gaeul Kyeoul | Seo Taiji and Boys | Seol Woon-do      | Noh Sa-yeon       | Yang Soo-kyung               | Yoon Sang         | Lee Seun-hwan, Oh Tae-ho | The Blue SKy      | —                 |
| 1993 | Kim Won-jun       | Shin Seung-hun    | 015B                                  | Kim Gun-mo               | Seo Taiji and Boys | Seol Woon-do      | Kim Soo-hee       | Kim Jeong-soo                | Shin Hyo-beom     | Lee Moon-sae             | Lee Seung-hwan    | —                 |
| 1994 | Kim Won-jun       | Shin Seung-hun    | Boohwal                               | Kim Gun-mo               | Seo Taiji and Boys | Seol Woon-do      | Kim Hyeon-chul    | Lim Ju-ri                    | Shin Hyo-beom     | Choi Yoo-na              | —                 | —                 |
| 1995 | Noise             | Kim Jong-seo      | R.ef                                  | Kim Gun-mo               | Clon               | Seol Woon-do      | Tae Jin-ah        | Park Mi-kyung                | Shin Hyo-beom     | Solid                    | —                 | —                 |
| 1996 | Noise             | Shin Seung-hun    | Jo Kwan-woo                           | Kim Gun-mo               | Clon               | Seol Woon-do      | Choi Baek-ho      | Park Mi-kyung                | Panic             | Turbo                    | —                 | —                 |
| 1997 | Im Chang-jung     | Sechs Kies        | H.O.T                                 | Carnival                 | Clon               | Seol Woon-do      | UP                | Kim Kyung-ho                 | Lee Ji-hoon       | Turbo                    | Yoo Seung-jun     | —                 |
| 1998 | Kim Hyun-jung     | Sechs Kies        | H.O.T                                 | Kim Gun-mo               | Shin Seung-hun     | Seol Woon-do      | Tae Jin-ah        | Kim Kyung-ho                 | Uhm Jung-hwa      | Turbo                    | Kim Jong-hwan     | —                 |
| 1999 | Kim Hyun-jung     | Sechs Kies        | H.O.T                                 | S.E.S                    | Fin.K.L            | Seol Woon-do      | Choi Yu-na        | Song Dae-kwan                | Uhm Jung-hwa      | Jo Sung-mo               | Yoo Seung-jun     | —                 |
| 2000 | Kim Hyun-jung     | Park Ji-yoon      | Shin Seung-hun                        | g.o.d                    | Fin.K.L            | Hong Kyung-min    | Tae Jin-ah        | Lee Jung-hyun                | Uhm Jung-hwa      | Jo Sung-mo               | Yoo Seung-jun     | Turbo             |
| 2001 | Im Chang-jung     | Koyote            | Park Jin-young                        | Kim Gun-mo               | Cool               | Position          | Lee Ki-chan       | Wax                          | Kangta            | Shinhwa                  | —                 | —                 |
| 2002 | Lee Soo-young     | Koyote            | Shin Seung-hun                        | Park Hyo-shin            | Cool               | Sung Si-kyung     | Jang Na-ra        | Wax                          | Kangta            | Shinhwa                  | —                 | —                 |
| 2003 | Lee Soo-young     | Koyote            | Jo Sung-mo                            | Wheesung                 | Cool               | Fly to the Sky    | NRG               | Wax                          | Lee Hyori         | Shinhwa                  | —                 | —                 |
| 2004 | Lee Soo-young     | Koyote            | Shin Seung-hun                        | Wheesung                 | MC the Max         | Gummy             | Lee Seung-chul    | Seven                        | Rain              | Shinhwa                  | —                 | —                 |
| 2005 | MC Mong           | Koyote            | Jo Sung-mo                            | Wheesung                 | SG Wannabe         | Shin Hye-sung     | g.o.d             | Lee Min-woo                  | Buzz              | Kim Jong-kook            | —                 | —                 |
| 2006 | Vibe              | MC the Max        | Shin Seung-hun                        | Shinhwa                  | SG Wannabe         | Fly to the Sky    | TVXQ              | Son Ho-young                 | Buzz              | Kim Jong-kook            | —                 | —                 |
| 2007 | Super Junior      | Yangpa            | Epik High                             | Wheesung                 | SG Wannabe         | Shin Hye-sung     | Big Bang          | —                            | —                 | —                        | —                 | —                 |
| 2008 | Rain              | Kim Dong-ryul     | Brown Eyes                            | Shinhwa                  | SG Wannabe         | TVXQ              | —                 | —                            | —                 | —                        | —                 | —                 |
| 2009 | Super Junior      | 2PM               | Drunken Tiger                         | Lee Seung-chul           | SG Wannabe         | —                 | —                 | —                            | —                 | —                        | —                 | —                 |
| 2010 | Super Junior      | BoA               | Shinee                                | Girls' Generation        | DJ DOC             | —                 | —                 | —                            | —                 | —                        | —                 | —                 |
| 2011 | Super Junior      | Kara              | MBLAQ                                 | Jay Park                 | Infinite           | CNBLUE            | Beast             | f(x)                         | —                 | —                        | —                 | —                 |
| 2012 | Super Junior      | Kara              | Shinee                                | F.T. Island              | Infinite           | CNBLUE            | Beast             | B1A4                         | 4Minute           | —                        | —                 | —                 |
| 2013 | Cho Yong-pil      | EXO               | Shinee                                | Girls' Generation        | Infinite           | f(x)              | Beast             | B1A4                         | —                 | —                        | —                 | —                 |
| 2014 | Super Junior      | EXO               | Girls' Generation-TTS                 | Girls' Generation        | Infinite           | CNBLUE            | Taemin            | BTS                          | B1A4              | Apink                    | VIXX              | —                 |
| 2015 | Super Junior      | EXO               | Shinee                                | Jonghyun                 | VIXX               | CNBLUE            | Beast             | BTS                          | f(x)              | Apink                    | —                 | —                 |
| 2016 | Taemin            | EXO               | Shinee                                | VIXX                     | Infinite           | Monsta X          | Seventeen         | BTS                          | GOT7              | —                        | —                 | —                 |
| 2017 | Super Junior      | EXO               | Hwang Chi-yeul                        | Girls' Generation        | TWICE              | Monsta X          | Seventeen         | BTS                          | GOT7              | NU'EST W                 | Taeyeon           | —                 |
| 2018 | Wanna One         | EXO               | NCT 127                               | Jonghyun                 | TWICE              | Monsta X          | Seventeen         | BTS                          | GOT7              | NU'EST W                 | —                 | —                 |
| 2019 | Super Junior      | EXO-SC            | NCT Dream                             | Baekhyun                 | TWICE              | Monsta X          | Seventeen         | BTS                          | GOT7              | NU'EST                   | —                 | —                 |
| 2020 | NCT               | EXO               | NCT 127                               | Baekhyun                 | TWICE              | TXT               | Seventeen         | BTS                          | GOT7              | Blackpink                | —                 | —                 |
| 2021 | Enhypen           | NCT Dream         | NCT 127                               | IU                       | Stray Kids         | TXT               | Seventeen         | BTS                          | —                 | —                        | —                 | —                 |
| 2022 | Enhypen           | NCT Dream         | NCT 127                               | NCT                      | Stray Kids         | Blackpink         | Seventeen         | BTS                          |                   |                          | —                 | —                 |
| 2023 | Enhypen           | NCT Dream         | aespa                                 | IVE                      | Stray Kids         | TXT               | Seventeen         | Jungkook                     | Zerobaseone       | Le Sserafim              | —                 | —                 |

### Digital Bonsang
| Năm  | Người chiến thắng | Người chiến thắng | Người chiến thắng | Người chiến thắng | Người chiến thắng | Người chiến thắng | Người chiến thắng | Người chiến thắng | Người chiến thắng | Người chiến thắng | Người chiến thắng |
| ---- | ----------------- | ----------------- | ----------------- | ----------------- | ----------------- | ----------------- | ----------------- | ----------------- | ----------------- | ----------------- | ----------------- |
| 2023 | Jisoo             | Le Sserafim       | IVE               | BSS               | Jungkook          | (G)I-DLE          | STAYC             | NewJeans          | Seventeen         | Parc Jae-jung     | —                 |
| 2022 | Psy               | Lim Young-woong   | IVE               | Kim Min-seok      | Jay Park          | (G)I-DLE          | Big Bang          | NewJeans          | —                 | —                 | —                 |
| 2021 | aespa             | Lim Young-woong   | IVE               | IU                | BTS               | Oh My Girl        | STAYC             | Heize             | —                 | —                 | —                 |
| 2020 | Blackpink         | Red Velvet        | Mamamoo           | IU                | BTS               | Oh My Girl        | Zico              | Itzy              | Noel              | Hwasa             | —                 |
| 2019 | Jennie            | Paul Kim          | AKMU              | Chung Ha          | BTS               | Twice             | MC the Max        | Itzy              | Taeyeon           | Jannabi           | —                 |
| 2018 | Blackpink         | Momoland          | Mamamoo           | Chung Ha          | BTS               | Twice             | Big Bang          | Roy Kim           | iKon              | Bolbbalgan4       |                   |
| 2017 | Blackpink         | Red Velvet        | AKMU              | IU                | BTS               | Twice             | Big Bang          | Heize             | Winner            | Bolbbalgan4       | Yoon Jong-shin    |
| 2016 | GFriend           | Urban Zakapa      | Mamamoo           | Lee Hi            | Suzy & Baekhyun   | Twice             | Zico              | Im Chang-jung     | Taeyeon           | —                 | —                 |
| 2015 | Girls' Generation | Red Velvet        | AOA               | J.Y.Park          | Kyuhyun           | Sistar            | Big Bang          | Zion.T            | Taeyeon           | EXID              | —                 |
| 2014 | Beast             | Taeyang           | AOA               | Girl's Day        | Epik High         | Sistar            | Hyuna             | K.Will            | Ailee             | Soyou & Junggigo  | —                 |
| 2013 | Psy               | 2NE1              | Apink             | 4Minute           | CNBLUE            | Sistar            | Davichi           | Lee Seung Chul    | Ailee             | —                 | —                 |
| 2012 | Psy               | 2NE1              | Secret            | miss A            | G-Dragon          | Sistar            | Big Bang          | K.Will            | T-ara             | Hug Gak           | f(x)              |
| 2011 | Girls' Generation | 4Minute           | Secret            | miss A            | CNBLUE            | Sistar            | G.NA              | K.Will            | —                 | —                 | —                 |
| 2010 | IU                | Lee Seung-gi      | 2AM               | miss A            | CNBLUE            | —                 | —                 | —                 | —                 | —                 | —                 |
| 2009 | Girls' Generation | Lee Seung-gi      | Son Dam-bi        | Baek Ji-young     | Davichi           | —                 | —                 | —                 | —                 | —                 | —                 |
| 2008 | MC Mong           | Brown Eyed Girls  | Wonder Girls      | Jewelry           | —                 | —                 | —                 | —                 | —                 | —                 | —                 |
| 2007 | SeeYa             | Ivy               | Wonder Girls      | —                 | —                 | —                 | —                 | —                 | —                 | —                 | —                 |

## Nghệ sĩ mới của năm (Rookie of the Year Award)
| Lần | Năm  | Người chiến thắng | Người chiến thắng | Người chiến thắng | Người chiến thắng | Người chiến thắng |
| --- | ---- | ----------------- | ----------------- | ----------------- | ----------------- | ----------------- |
| 1   | 1986 | Kim Seung-jin     | Kim Wan-sun       | —                 | —                 | —                 |
| 2   | 1987 | Lee Jung-suk      | Moon Hee-ok       | —                 | —                 | —                 |
| 3   | 1988 | Byun Ji-sub       | Lee Tzsche        | —                 | —                 | —                 |
| 4   | 1989 | Jo Gap-Gyeong     | Park Hak-gi       | —                 | —                 | —                 |
| 5   | 1990 | Kim Min-woo       | Park Sung-shin    | —                 | —                 | —                 |
| 6   | 1991 | Shim Sin          | Yoon Sang         | —                 | —                 | —                 |
| 9   | 1994 | Two Two           | —                 | —                 | —                 | —                 |
| 10  | 1995 | Sung Jin-woo      | —                 | —                 | —                 | —                 |
| 11  | 1996 | H.O.T             | Idol              | —                 | —                 | —                 |
| 12  | 1997 | Jinusean          | Yangpa            | —                 | —                 | —                 |
| 13  | 1998 | S.E.S.            | Fin.K.L           | Taesaja           | —                 | —                 |
| 14  | 1999 | Lee Jung Hyun     | 1TYM              | —                 | —                 | —                 |
| 15  | 2000 | Chakra            | Park Hyo-shin     | Sky               | —                 | —                 |
| 16  | 2001 | Sung Si-kyung     | Jang Nara         | —                 | —                 | —                 |
| 17  | 2002 | Rain              | Wheesung          | —                 | —                 | —                 |
| 18  | 2003 | Seven             | Big Mama          | —                 | —                 | —                 |
| 19  | 2004 | SG Wannabe        | Tei               | —                 | —                 | —                 |
| 20  | 2005 | Ivy               | Eru               | Lim Jeong-hee     | —                 | —                 |
| 21  | 2006 | Super Junior      | SeeYa             | Gavy NJ           | —                 | —                 |
| 22  | 2007 | Girls' Generation | FT Island         | Younha            | —                 | —                 |
| 23  | 2008 | SHINee            | Davichi           | —                 | —                 | —                 |
| 24  | 2009 | 4 Minute          | T-ara             | —                 | —                 | —                 |
| 25  | 2010 | Beast             | Sistar            | Secret            | —                 | —                 |
| 26  | 2011 | A Pink            | B1A4              | Dal Shabet        | Boyfriend         | Huh Gak           |
| 27  | 2012 | EXO               | Juniel            | B.A.P             | Ailee             | Lee Hi            |
| 28  | 2013 | BTS               | Roy Kim           | Lim Kim           | Crayon Pop        | —                 |
| 29  | 2014 | GOT7              | WINNER            | Red Velvet        | —                 | —                 |
| 30  | 2015 | TWICE             | GFRIEND           | iKON              | Seventeen         | —                 |
| 31  | 2016 | Blackpink         | Bolbbalgan4       | NCT 127           | I.O.I             | —                 |
| 32  | 2017 | Wanna One         | —                 | —                 | —                 | —                 |
| 33  | 2018 | (G)I-dle          | IZ*ONE            | Stray Kids        | —                 | —                 |
| 34  | 2019 | ITZY              | TXT               | —                 | —                 | —                 |
| 35  | 2020 | Kim Ho-joong      | Enhypen           | Treasure          | —                 | —                 |
| 36  | 2021 | Aespa             | STAYC             | —                 | —                 | —                 |
| 37  | 2022 | NewJeans          | IVE               | Le Sserafim       | —                 | —                 |

## Popularity Award
| Lần | Năm  | Người chiến thắng  | Người chiến thắng | Người chiến thắng |              |
| --- | ---- | ------------------ | ----------------- | ----------------- | ------------ |
| 1   | 1986 | Cho Yong-pil       | —                 | —                 | —            |
| 2   | 1987 | Yoon Su-il         | Kim Soo-hee       | —                 | —            |
| 3   | 1988 | Sobangcha          | —                 | —                 | —            |
| 4   | 1989 | Kim Heung-gook     | —                 | —                 | —            |
| 5   | 1990 | Min Hae-kyung      | —                 | —                 | —            |
| 6   | 1991 | Kang Susie         | Shin Hae-chul     | —                 | —            |
| 7   | 1992 | Lee Deok-jin       | Hyun Jin-young    | —                 | —            |
| 8   | 1993 | Choi Yeon-je       | —                 | —                 | —            |
| 9   | 1994 | Choi Yeon-je       | Deux              | —                 | —            |
| 10  | 1995 | Seo Taiji and Boys | —                 | —                 | —            |
| 11  | 1996 | Kim Jong-hwan      | —                 | —                 | —            |
| 12  | 1997 | Untitle            | Diva              | —                 | —            |
| 13  | 1998 | Cool               | Kim Jung-min      | —                 | —            |
| 14  | 1999 | Clon               | Kim Kyung Ho      | Roo'ra            | —            |
| 15  | 2000 | Country Kko Kko    | J                 | Shinhwa           | —            |
| 16  | 2001 | S.E.S.             | Yoo Seung-jun     | —                 | —            |
| 17  | 2002 | Baby V.O.X.        | —                 | —                 | —            |
| 18  | 2003 | S                  | —                 | —                 | —            |
| 19  | 2004 | Kim Jong Kook      | Park Sang-min     | —                 | —            |
| 20  | 2005 | g.o.d              | Jang Woo Hyuk     | —                 | —            |
| 21  | 2006 | Baek Ji Young      | Eru               | Park Sang-min     |              |
| 22  | 2007 | Super Junior       | FT Island         | Girls' Generation | Wonder Girls |
| 23  | 2008 | Son Ho Young       | FT Island         | Taeyeon           | TVXQ         |
| 24  | 2009 | Super Junior       | SHINee            | —                 | —            |
| 25  | 2010 | Girls' Generation  | SHINee            | —                 | —            |
| 26  | 2011 | Super Junior       | —                 | —                 | —            |
| 27  | 2012 | G-Dragon           | SHINee            | —                 | —            |
| 28  | 2013 | Beast              | SHINee            | Girls' Generation | Roy Kim      |
| 29  | 2014 | Beast              | Toheart           | Girls' Generation | Lee Taemin   |
| 30  | 2015 | SHINee             | —                 | —                 | —            |
| 31  | 2016 | SHINee             | —                 | —                 | —            |
| 32  | 2017 | EXO                | —                 | —                 | —            |
| 33  | 2018 | BTS                | —                 | —                 | —            |
| 34  | 2019 | BTS                | —                 | —                 | —            |
| 35  | 2020 | BTS                | —                 | —                 | —            |
| 36  | 2021 | BTS                | —                 | —                 | —            |
| 37  | 2022 | BTS                | —                 | —                 | —            |

## Giải thưởng cho các thể loại nhạc khác

#### Nghệ sĩ Rap/hip hop xuất sắc
| Lần thứ | Năm  | Nghệ sĩ      |
| ------- | ---- | ------------ |
| 33      | 2019 | Mino         |
| 32      | 2018 | Suran        |
| 30      | 2016 | San E        |
| 29      | 2015 | Epik High    |
| 28      | 2014 | Baechigi     |
| 27      | 2013 | Epik High    |
| 25      | 2010 | Supreme Team |
| 24      | 2009 | Epik High    |
| 22      | 2007 | Dynamic Duo  |
| 21      | 2006 | MC Mong      |
| 20      | 2005 | Epik High    |

#### Nghệ sĩ Rock xuất sắc
| Lần thứ | Năm  | Nghệ sĩ              |
| ------- | ---- | -------------------- |
| 26      | 2012 | FT Island            |
| 25      | 2010 | FT Island            |
| 24      | 2009 | Jang Gi Ha and Faces |
| 23      | 2008 | Nell                 |

#### Nghệ sĩ Trot xuất sắc
| Lần thứ | Năm  | Nghệ sĩ        |
| ------- | ---- | -------------- |
| 23      | 2008 | Jang Yoon Jung |
| 22      | 2007 | Jang Yoon Jung |
| 21      | 2006 | Jang Yoon Jung |
| 20      | 2005 | Jang Yoon Jung |
| 19      | 2004 | Tae Jin Ah     |
| 18      | 2003 | Tae Jin Ah     |

#### Nghệ sĩ Pop xuất sắc
| Lần thứ | Năm  | Nghệ sĩ |
| ------- | ---- | ------- |
| 19      | 2004 | Jaurim  |
| 18      | 2003 | Maya    |

## Music Video của năm

#### Music Video xuất sắc nhất
| Lần thứ | Năm  | Nghệ sĩ       | Bài hát                                 |
| ------- | ---- | ------------- | --------------------------------------- |
| 21      | 2006 | Vibe          | "That Man, That Woman" của 웨이브포인트 |
| 20      | 2005 | Drunken Tiger | "소외된 모두 왼발을 한 보 앞으로"       |
| 19      | 2004 | SG Wannabe    | "Timeless" của Kim Kwangsu              |
| 18      | 2003 | Big Mama      | "Break away" của Park Gyung             |

#### Đạo diễn MV xuất sắc nhất
| Lần thứ | Năm  | Người nhận           | Bài hát                         |
| ------- | ---- | -------------------- | ------------------------------- |
| 28      | 2014 | Hong Seung-seong     |                                 |
| 21      | 2006 | Cha Eun Taek         | "Dream Of My Life", "위아더 원" |
| 20      | 2005 | Cha Eun Taek         | "AnyClub" của Lee Hyori         |
| 19      | 2004 | 장재혁               | "Friend" của Cho PD             |
| 18      | 2003 | (장재혁) - (Jewelry) | (이승환 - 꽃) - (니가 참좋아)   |

#### Music Video được xem nhiều nhất
| Lần thứ | Năm  | Nghệ sĩ                   |                    |
| ------- | ---- | ------------------------- | ------------------ |
| 21      | 2006 | Super Junior "U"          | -                  |
| 20      | 2005 | Jewelry "Super Star"      | -                  |
| 19      | 2004 | Shinhwa "Brand New"       | Seven "Passion"    |
| 18      | 2003 | Cherry Filter "Ducks Fly" | -                  |
| 17      | 2002 | Park Ji-yoon "I Am A Man" | Lena Park "Dream"  |
| 16      | 2001 | Shinhagyun "I Love You"   | Song Hye-Kyo "Day" |

## Các giải cho Producer (nhà sản xuất âm nhạc)

#### Producer xuất sắc nhất
| Lần thứ | Năm  | Người nhận                            |
| ------- | ---- | ------------------------------------- |
| 38      | 2023 | Min Hee-jin (ADOR)                    |
| 34      | 2020 | Bang Si-hyuk (Bighit Entertainment)   |
| 31      | 2017 | Bang Si-hyuk (Bighit Entertainment)   |
| 27      | 2013 | Han Seong Ho (FNC Music/Mnet Media)   |
| 26      | 2012 | Hong Seung Seong (Cube Entertainment) |
| 25      | 2010 | Hong Seung Seong (Cube Entertainment) |
| 24      | 2009 | Yi Ho-yeon (DSP Entertainment)        |
| 23      | 2008 | Lee Soo Man (S.M Entertainment)       |
| 22      | 2007 | Park Jin Young                        |
| 19      | 2004 | Patti Kim                             |
| 18      | 2003 | Yang Hee Eun                          |

#### Giải thưởng thành tựu đặc biệt (Special Achievement)
| Lần thứ | Năm  | Nghệ sĩ        |
| ------- | ---- | -------------- |
| 25      | 2010 | Park Chunseok  |
| 24      | 2009 | Song Chang Sik |
| 23      | 2008 | Kim Chang Woo  |
| 20      | 2005 | Cho Yong Pil   |
| 18      | 2003 | Clon           |

## Những giải thưởng khác
| Lần thứ | Năm  | Tên giải                                     | Người nhận        |
| ------- | ---- | -------------------------------------------- | ----------------- |
| 34      | 2020 | NetEase Fan's Choice K-pop Star              | BTS               |
| 33      | 2019 | Global V Live Top 10 Best Artist Award       | BTS               |
| 33      | 2019 | NetEase Music Global Star Popularity Award   | BTS               |
| 33      | 2018 | Best Artist Award                            | BTS               |
| 32      | 2017 | CeCi Asia Icon Award                         | EXO               |
| 32      | 2017 | CeCi Asia Icon Award                         | Red Velvet        |
| 32      | 2017 | Genie Music Popularity Award                 | EXO               |
| 31      | 2016 | Global K-Pop Artist Award                    | BTS               |
| 31      | 2016 | CeCi Asia Icon Award                         | EXO               |
| 30      | 2015 | Global Popularity Award                      | EXO               |
| 28      | 2014 | Commission Special Award                     | Deul Guk Hwa      |
| 28      | 2014 | Goodwill Star Award                          | CNBLUE            |
| 28      | 2014 | CeCi Asia Icon Award                         | SHINee & SISTAR   |
| 27      | 2013 | Samsung Galaxy Star Award                    | SISTAR            |
| 27      | 2013 | Single Album Award                           | Teen Top          |
| 27      | 2013 | CeCi Popularity Award                        | G-Dragon          |
| 27      | 2013 | InStyle Fashionista Award                    | Hongki            |
| 27      | 2013 | MSN International Award                      | Big Bang          |
| 27      | 2013 | MSN Southeast Asian Award                    | Super Junior      |
| 27      | 2013 | Malaysia's Favorite Artist                   | CNBLUE & KARA     |
| 27      | 2013 | JTBC Best Artist Award                       | BEAST             |
| 27      | 2013 | Next Generation Star                         | BTOB              |
| 27      | 2013 | Best Dance Performance                       | Trouble Maker     |
| 27      | 2013 | Best Group Performnace                       | Infinite          |
| 26      | 2013 | MSN International Award                      | BEAST             |
| 26      | 2012 | Cosmopolitan ‘Fun & Fearless Musician’ Award | F.T. Island       |
| 26      | 2012 | Best Asian Group Award                       | CNBLUE            |
| 26      | 2012 | ViVi Dream Award                             | CNBLUE            |
| 26      | 2012 | CeCi K-POP Icon Award in Disk Album          | BEAST             |
| 26      | 2012 | MSN Japan Award                              | Super Junior      |
| 26      | 2012 | Popular Album Award                          | Super Junior      |
| 26      | 2012 | Best K-POP Award in Disk Album               | KARA              |
| 26      | 2012 | K-POP Award in Digital Music                 | Supernova         |
| 26      | 2012 | K-POP Award in Disk Album                    | Infinite, Rainbow |
| 23      | 2008 | Xu hướng mới                                 | Kim Jong Wook     |
| 22      | 2007 | Ca khúc nhạc phim hay nhất                   | Kim Ah-joong      |

## Những người chiến thắng nhiều nhất

### Thắng nhiều Daesang nhất (bao gồm cả Digital Daesang Và Album Deasang)
| Tổng số giải | Nghệ sĩ           |
| ------------ | ----------------- |
| 7            | BTS               |
| 4            | EXO               |
| 3            | Girls' Generation |
| 3            | Jo Sung-mo        |
| 3            | Kim Gun-mo        |
| 3            | SG Wannabe        |
| 3            | Super Junior      |
| 3            | IU                |

### Thắng nhiều giải nhất
| Tổng số giải | Nghệ sĩ           |
| ------------ | ----------------- |
| 28           | BTS               |
| 20           | Super Junior      |
| 18           | EXO               |
| 15           | Girls' Generation |
| 15           | CNBLUE            |
| 13           | Shinee            |